# Scotorythra arboricolans
Scotorythra arboricolans är en fjärilsart som beskrevs av Edward Meyrick 1899. Scotorythra arboricolans ingår i släktet Scotorythra och familjen mätare. Inga underarter finns listade.